# 諾克爾島
69°28′S 39°28′E / 69.467°S 39.467°E
諾克爾島，是南極洲的島嶼，位於毛德皇后地的哈拉爾王子海岸，屬於諾克霍馬內群島的一部分，處於呂佐夫-霍爾姆灣東部，根據挪威探險隊拍攝的空中照片繪入地圖，現時由南極條約體系管理。